# Liste des sites classés et inscrits de la Haute-Corse

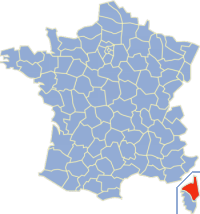
Le département de Haute Corse en rouge sur la carte

La liste des sites classés de Haute Corse présente les sites naturels classés du département de la Haute-Corse.

## Liste
Les critères sur lesquels les sites ont été sélectionnés sont désignés par des lettres, comme suit :
- TC : Tout critère
- A : Artistique
- P : Pittoresque
- S : Scientifique
- H : Historique
- L : Légendaire

| Commune                  | Site classé | Description | Date du classement          | Critère de classement | Géolocalisation | Superficie(ha) | Autres labels | Illustration |
| ------------------------ | --- | ----------- | --------------------------- | --------------------- | --------------- | -------------- | ------------- | ------------ |
| Aléria, Tallone          | L'ensemble formé par l'étang de Diana et ses abords |             | décret du 15 octobre 2002   | S et P                |                 |                |               |              |
| Calvi                    | L'ancienne batterie du Cap St-François |             | arrêté du 16 mars 1936      | TC                    |                 |                |               |              |
| Calvi                    | L'ensemble formé par le site de la Citadelle comprenant d'une part remparts, bastions et glacis, Palais du Gouverneur (caserne Sampiero), l'hôpital militaire et la manutention militaire, et d'autre part l'Oratoire Saint-Antoine |             | arrêté du 28 juillet 1933   | TC                    |                 |                |               |              |
| Corte                    | La vieille citadelle dite Caserne Cervioni |             | arrêté du 25 avril 1951     | H et P                |                 |                |               |              |
| Corte                    | Vallée de la Restonica |             | arrêté du 15 avril 1966     | P                     |                 |                |               |              |
| Ersa, Rogliano           | L'ensemble formé par le secteur nord du cap Corse ainsi que des trois îles de Finocchiarola et l'île de Giraglia et du domaine public maritime correspondant                                                                        |             | décret du 7 mars 1975       | P                     |                 |                |               |              |
| Ghisoni, Lugo-di-Nazza   | l'ensemble formé par les défilés de l'inzecca et des Strette et le mont Kyrie |             | décret du 5 septembre 2006  | P                     |                 |                |               |              |
| Nonza, Ogliastro, Olcani | L'ensemble des sites formé sur les communes ainsi que le domaine public maritime correspondant |             | décret du 21 novembre 1975  | P                     |                 |                |               |              |
| Palasca                  | L'ensemble formé par l'embouchure de l'Ostriconi (nouvelle délimitation de la section B2 remplaçant la délimitation de la même section précédemment classé)                                                                         |             | décret du 22 septembre 2003 | P                     |                 |                |               |              |
| Penta-di-Casinca         | L'ensemble formé par le village et ses abords |             | décret du 28 août 1973      | P                     |                 |                |               |              |